# DEFCON (Computerspiel)
DEFCON (stilisiert DEFCOИ) ist der dritte Titel von Introversion Software, der am 29. September 2006 erschien. Es ist ein Echtzeit-Strategiespiel, das sich mit dem Thema Atomkrieg befasst. Jeder der bis zu 6 Spieler übernimmt eine kontinentale Landmasse (z. B. Afrika oder Nordamerika) und versucht, sich gegen die anderen im thermonuklearen Krieg zu behaupten.

## Spielprinzip
Eine normale Runde in DEFCON dauert ungefähr 45 Minuten. Der Spieler hat dabei eine im Computerstil der 1980er Jahre gehaltene Weltkarte. Ziel des Spiels ist es, die höchste Punktzahl zu erreichen, indem man dem Gegner größtmöglichen Schaden zufügt und zugleich eigene Verluste vermeidet. Im jeweiligen Machtbereich werden die militärischen Einheiten und die Gebäude aufgestellt, um den Gegner damit anzugreifen und die eigenen Großstädte zu schützen.

### Rundenablauf
Das Spiel besteht aus fünf Phasen (DEFCON-Stufen), die dem Spieler Zeit lassen, sein Vorgehen genau zu planen. Die Runde beginnt mit „DEFCON 5“ und endet mit „DEFCON 1“ (zwischen jeder Phase liegen ungefähr 6 Minuten). Außerdem beendet ein „Victory Counter“ das Spiel automatisch, wenn während „DEFCON 1“ eine Mindestzahl an verbliebenen Atomwaffen unterschritten wird. Es gilt:
- DEFCON 5: Gebäude aufbauen und Einheiten stationieren.
- DEFCON 4: Einheiten in Stellung bringen.
- DEFCON 3: Gegner auskundschaften und konventionell angreifen (keine nuklearen Waffen erlaubt).
- DEFCON 2: Gleicht Phase 3.
- DEFCON 1: Es können nun Atomraketen aus den Silos, von U-Booten oder Bombern gestartet werden.

### Gebäude
- Radar: Das Radar macht feindliche Einheiten und Raketen auf der Weltkarte sichtbar.
- Flughafen: Mithilfe des Flughafens ist es möglich, Bomber und Kampfflieger in die Schlacht zu schicken. Verloren gegangene Kampfflieger werden mit der Zeit ersetzt. Außerdem steht in jedem Flughafen eine begrenzte Reserve an Atomsprengköpfen für zurückkehrende Bomber bereit.
- Silo/SAM: Dieses Gebäude hat zwei verschiedene Funktionen. Zum einen kann es ICBMs starten lassen und zum anderen das Gebiet des Spielers vor feindlichen Fliegern und Raketen schützen – jedoch nicht beides gleichzeitig.

### Mobile Einheiten
- Kampfflieger: Kampfflieger eignen sich gut, um gegnerisches Gebiet zu erkunden, denn das Radar ist in seiner Reichweite beschränkt. Außerdem können Kampfflieger feindliche Einheiten angreifen.
- Bomber: Dieses Flugzeug ist mit einer Kurzstreckenrakete bestückt, die ab DEFCON 1 abgefeuert werden kann, und besitzt konventionelle Waffen, um Schiffe zu attackieren.
- Schlachtschiffe: Schlachtschiffe können sowohl Schiffe als auch Flugzeuge angreifen und eignen sich gut als Geleitschutz für Flugzeugträger.
- Flugzeugträger: Sie funktionieren wie ein mobiler Flughafen, verfügen aber über weniger Bomber und Kampfflieger, die bei Verlust auch nicht ersetzt werden. Außerdem können Flugzeugträger feindliche U-Boote mit Sonar entdecken und durch Wasserbomben zerstören.
- U-Boote: Diese Einheit besitzt mehrere Mittelstreckenraketen und kann nur durch feindliche U-Boote und suchende Flugzeugträger oder beim Auftauchen, um Raketen abzuschießen, entdeckt werden.

## Bezug zum Film WarGames
Die grafische Aufmachung von DEFCON orientiert sich größtenteils an dem Film WarGames – Kriegsspiele aus dem Jahr 1983. In diesem Anti-Kriegs-Film übernimmt ein jugendlicher Hacker die Kontrolle über das amerikanische Atomwaffen-Arsenal, ohne dieses zunächst zu wissen. Er geht davon aus, dass er ein Computerspiel mit dem Namen Global Thermonuclear War begonnen hat und löst dabei beinahe einen realen Atomkrieg aus.
In Uplink, dem ersten Spiel von Introversion, gibt es (als Easter Egg) einen „Protovision Game Server“ (Protovision war die Firma, die der Jugendliche im Film hacken wollte), auf dem man Global Thermonuclear War in stark vereinfachter Form „spielen“ kann.

## Rezeption
Das Szenario werde erschreckend glaubhaft umgesetzt. Alternative Missionsziele gibt es jedoch nicht, sodass langfristig die Abwechslung fehle. Die Grafik sei sehr einfach, Explosionen seien spartanisch umgesetzt. Menschliche Verluste werden makaber in Millionen angezeigt. Das Spiel sei eine kurzweilige und unterhaltsame Simulation eines Atomkrieges.